# Randoald
Randoald (? Trevír – 675 kanton Bern) byl mnichem kláštera Moutier-Grandval, římskokatolickou církví je uctíván jako mučedník a světec.

## Životopis
O životě svatého Randoalda se dochovalo jen velmi málo informací. Pocházel z Trevíru. Později byl patrně převorem nebo knihovníkem v klášteře Moutier-Grandval. Když si vévoda Eticho chtěl v roce 675 podmanit oblast kolem Delémontu, snažil se Randoald společně se sv. Germanem z Grandvalu vystupovat jako prostředník. Když se Eticho chystal vyplenit údolí v okolí kláštera Sornegau s odůvodněním, že obyvatelé byli rebely proti jeho předchůdcům, podařilo se Randoaldovi a Germanovi přesvědčit Eticha k tomu, aby údolí od vyplenění ušetřil. Po ukončení jednání Eticho slib nedodržel a údolí kláštera Sornegau vyplenil. Po jednání byl Randoald i Germanus na zpáteční cestě zavražděn vévodovými příznivci.
Jeho svátek je slaven 21. února, společně se svatým Germanem z Grandvalu. Je uctíván především v kantonech Jura a Bern.